# Lucie Delarue-Mardrus
Lucie Delarue-Mardrus, född 3 november 1874, död 26 april 1945, var en fransk författare. Hon var gift med läkaren Joseph Charles Mardrus.
Delarue-Mardrus var mångsidig och produktiv, och var livigt verksam både som poet, dramatiker och romanförfattare. I diktsamlingar som Horizons (1904) och Par vents et marées (1910) hyllar hon sin hemtrakt i Normandie. Åskilliga av hennes romaner utspelar sig även de i normandisk miljö såsom Le roman de six petites filles (1909), Ex-voto (1915) samt Le pain blanc (1920, svensk översättning Lyckans dagar 1926).